# WTA Finals 2024
WTA Finals 2024, oficiálně WTA Finals Riyadh presented by PIF 2024, známý jako Turnaj mistryň 2024, byl závěrečný tenisový turnaj ženské profesionální sezóny 2024 pro osm nejvýše postavených žen ve dvouhře a osm nejlepších párů ve čtyřhře na žebříčku Race to the WTA Finals, pokud se účastnice nekvalifikovaly podle dalších kritérií. Probíhal mezi 2. a 9. listopadem 2024, poprvé v saúdskoarabském hlavním městě Rijádu. Dějištěm se stala Krytá aréna Univerzity krále Saúda (King Saud University Indoor Arena), v níž byl instalován dvorec s tvrdým povrchem GreenSet. Rozpočet činil 15 250 000 dolarů.
V červnu 2024, dva měsíce po ukončení tenisové kariéry, byla ředitelkou turnaje jmenována Španělka Garbiñe Muguruzaová. Stala se tak první bývalou profesionální tenistkou v čele organizačního týmu závěrečné akce sezóny, kterou vyhrála v roce 2021.
Singlovou trofej poprvé vyhrála 20letá Američanka Coco Gauffová jako nejmladší šampionka od 17leté Šarapovové v roce 2004. Devátý titul na okruhu WTA Tour z ní učinil první tenistku otevřené éry, která zvítězila v úvodních osmi kariérních finále na tvrdém povrchu. Rovněž byla šestou šampionkou od roku 1990, která před dovršením 21 let vyhrála grandslam, turnaj WTA 1000 či jeho ekvivalent a Turnaj mistryň. Navázala tak na Selešovou, Hingisovou, Šarapovovou a Venus se Serenou Williamsovými. Celkově se stala dvacátou sedmou šampionku Turnaje mistryň a dvanáctou od návratu skupinového formátu v roce 2003, jež zvítězila přes porážku v turnaji. Čtyřhru rovněž poprvé vyhrály Kanaďanka Gabriela Dabrowská s Novozélanďankou Erin Routliffeovou, které na závěrečné události sezóny triumfovaly jako první zástupkyně svých států.

## Turnaj

### Dějiště
Turnaj se odehrával mezi 2. a 9. listopadem 2024 v Rijádu, hlavním městě Saúdské Arábie, jakožto první profesionální turnaj WTA konaný v tomto asijském státě ležícím na Arabském poloostrově. Rijád představoval patnácté hostitelské město od založení události v roce 1972 a páté v řadě, které se stalo novým dějištěm. V tomto aspektu navázal na Šen-čen (2019), Guadalajaru (2021), Fort Worth (2022) a Cancún (2023). Rijádská událost se připojila k saúdskoarabským tenisovým akcím mužů, Next Gen ATP Finals – „Turnaji mistrů do 21 let“, hranému v Džiddě poprvé roku 2023 a k rijádské exhibici „6 Kings Slam“ z října 2024. Místem konání se stala Krytá aréna Univerzity krále Saúda (King Saud University Indoor Arena), v níž byl na dvorce položen tvrdý povrch GreenSet. Soutěžní kurt postavený během pěti dnů měl rozměry 44 × 21 m. Jeho podklad tvořilo 462 dřevěných desek. Na dřevo byly naneseny čtyři akrylátové vrstvy. V útrobách stadionu byly další tři tréninkové dvorce.
Pořadatelství Turnaje mistryň pro ročníky 2024–2026 připadlo Rijádu v dubnu 2024, když saúdskoarabská kandidatura porazila i českou nabídku Tomáše Petery. Arabští pořadatelé poskytli výhodné finanční podmínky, s rekordními odměnami hráčkám ve výši 15,25 milionu dolarů pro úvodní ročník. Vůči organizování v Saúdské Arábii se již během ledna 2024 ohradily Martina Navrátilová s Chris Evertovou, které kritizovaly porušování lidských práv, diskriminaci žen a homosexuálů v dané muslimské zemi.
Během skupinové fáze byla kritizována nízká návštěvnost. Pořadatelé nezveřejnili přesnou kapacitu arény, která měla činit čtyři až pět tisíc osob. Singlové duely sledovaly pravidelně jen stovky a deblové desítky diváků. Návštěvnost utkání Gauffové se Šwiatekovou i Pegulaovou činila vždy 400 diváků.

### Kvalifikační kritéria
Dvouhry se zúčastnilo osm singlistek a čtyřhry osm deblových párů. Pro splnění kvalifikačních kritérií byla vyžadována sezónní účast minimálně na osmi turnajích WTA 1000 či WTA 500. Hráčky či páry se kvalifikovaly v následujícím pořadí:
1. Sedm nejvýše postavených na žebříčku Race to the WTA Finals.
2. Nejvýše postavená úřadující grandslamová vítězka dvouhry či takový vítězný pár čtyřhry, s postavením mezi osmým a dvacátým místem na žebříčku Race to the WTA Finals.
3. Druhá nejvýše postavená úřadující grandslamová vítězka dvouhry či takový vítězný pár čtyřhry, s postavením mezi osmým a dvacátým místem na žebříčku Race to the WTA Finals, pokud se jedna singlistka či jeden pár z nejvýše postavené sedmičky odhlásily.
4. Další singlistka či pár klasifikováni na osmém či dalších místech žebříčku Race to the WTA Finals.[17]

Body do žebříčku Race to the WTA Finals byly získávány za období mezi turnaji začínajícími týden před Turnajem mistryň 2023 a turnaji začínajícími dva týdny před Turnajem mistryň 2024.
Ve dvouhře byl výsledný bodový zisk do žebříčku kumulován z osmnácti turnajů, vyjma událostí okruhů ITF a WTA 125. Z těchto osmnácti turnajů byly započítány:
- Čtyři grandslamové turnaje.
- Šest nejlepších výsledků z turnajů WTA 1000 v rámci sedmi takových událostí v Indian Wells, Miami, Madridu, Římě, Torontu, Cincinnati a Pekingu.
- Nejlepší výsledek z turnaje WTA 1000 v rámci tří takových událostí v Dauhá, Dubaji a Wu-chanu.
- (Pro hráčky, které odehrály hlavní soutěže alespoň dvou takových turnajů) se započítalo sedm nejlepších výsledků z jakéhokoli dalšího turnaje WTA 1000, WTA 500 a WTA 250.[17]

Ve čtyřhře byl výsledný bodový zisk páru do žebříčku kumulován z dvanácti turnajů, a to podle nejlepších výsledků nezávisle na grandslamu či turnajích WTA 1000.
Před Turnajem mistryň bylo možné uplatnit i bodové penalizace, prostřednictvím odečtu bodů, za nesplnění minimálního počtu odehraných turnajů, které byly předepsány.

### Formát
Do soutěže dvouhry zasáhlo osm hráček rozdělených do dvou čtyřčlenných základních skupin koncipovaných ve formátu „každá s každou“. Singlistka tak v základní fázi odehrála tři vzájemná utkání. Tenistky z prvních dvou míst každé skupiny postoupily do semifinále, od něhož soutěž probíhala vyřazovacím systémem. V semifinále se utkaly vítězky skupin s druhými v pořadí z další skupiny. Vítězky semifinále se následně střetly ve finále o pohár Billie Jean Kingové.
Soutěž čtyřhry pro osm párů kopírovala formát dvouhry. Dvojice soupeřily o pohár Martiny Navrátilové.

### Kritéria pořadí v základní skupině
Konečné pořadí v základní skupině se řídilo následujícími kritérii:
1. Nejvyšší počet vyhraných utkání
2. Nejvyšší počet odehraných utkání
3. U dvou hráček/párů se stejným počtem výher rozhodlo vzájemné utkání;
4. U tří hráček/párů se stejným počtem výher byl automaticky vyřazen účastník, který odehrál méně než tři utkání, jinak u tří hráček/párů rozhoduje:

a) nejvyšší procento vyhraných setů,
b) nejvyšší procento vyhraných her.

### Finanční odměny a body
Odměny WTA Finals 2024 činily 15 250 000 dolarů, znamenající meziroční nárůst o 69,44 %. Poprvé od roku 2015 se tak dotace Turnaje mistryň vyrovnala mužskému Turnaji mistrů. Neporažená vítězka dvouhry mohla získat rekordní odměnu za předchozí historii profesionálního tenisu, 5 155 000 dolarů. Singlová šampionka měla garantovanou minimální částku 4 455 000 dolarů.
|                                                                                                |                     | Dvouhra (12 200 000 $) | Dvouhra (12 200 000 $) | Čtyřhra (3 050 000 $) | Čtyřhra (3 050 000 $) |
| Fáze                                                                                           | Fáze                | výdělek                | body                   | Výdělek               | body                  |
| vítězky                                                                                        |                     |                        |                        |                       |                       |
| ---------------------------------------------------------------------------------------------- | ------------------- | ---------------------- | ---------------------- | --------------------- | --------------------- |
| vítězky                                                                                        | neporažené          | 5 155 000 $            | 1 500                  | 1 125 000 $           | 1 500                 |
| vítězky                                                                                        | 2 výhry ve skupině  | 4 805 000 $            | 1 300                  | 1 055 000 $           | 1 300                 |
| vítězky                                                                                        | 1 výhra ve skupině  | 4 455 000 $            | 1 100                  | 965 000 $             | 1 100                 |
| vítězky                                                                                        | vítězky             | ZS + 3 770 000 $       | ZS + 900               | ZS + 775 000 $        | ZS + 900              |
| finalistky                                                                                     | finalistky          | ZS + 1 270 000 $       | ZS + 400               | ZS + 255 000 $        | ZS + 400              |
| za výhru ve skupině                                                                            | za výhru ve skupině | 350 000 $              | 200                    | 70 000 $              | 200                   |
| startovné                                                                                      |                     |                        |                        |                       |                       |
| za 3 zápasy                                                                                    | 335 000 $           | —                      | 140 000 $              | —                     |                       |
| za 2 zápasy                                                                                    | 275 000 $           | —                      | 116 000 $              | —                     |                       |
| za 1 zápas                                                                                     | 225 000 $           | —                      | 94 000 $               | —                     |                       |
| náhradnice                                                                                     |                     |                        |                        |                       |                       |
| za 2 zápasy                                                                                    | 250 000 $           | —                      | 106 000 $              | —                     |                       |
| za 1 zápas                                                                                     | 200 000 $           | —                      | 84 000 $               | —                     |                       |
| za 0 zápasů                                                                                    | 140 000 $           | —                      | 60 000 $               | —                     |                       |
| ZS – celkové odměny či body získané v základní skupině, odměny ve čtyřhře jsou uváděny na pár. |                     |                        |                        |                       |                       |

## Dvouhra

### Kvalifikované tenistky
| \| Pořadí \| tenistka \| tenistka \| body \| kvalifikována \| kvalifikována \| předešlé účasti \| \| ---------------------------------- \| -------- \| ------------------ \| ----- \| ------------- \| ------------- \| ---------------- \| \| 1. \| \| Aryna Sabalenková \| 9 016 \| 5. září \| [19] \| 2021, 2022, 2023 \| \| 2. \| \| Iga Świąteková \| 7 970 \| 6. srpna \| [20] \| 2021, 2022, 2023 \| \| 3. \| \| Coco Gauffová \| 5 230 \| 14. října \| [21] \| 2022, 2023 \| \| 4. \| \| Jasmine Paoliniová \| 5 144 \| 14. října \| [21] \| debut \| \| 5. \| \| Jelena Rybakinová \| 4 971 \| 14. října \| [21] \| 2023 \| \| 6. \| \| Jessica Pegulaová \| 4 705 \| 14. října \| [21] \| 2022, 2023 \| \| 7. \| \| Čeng Čchin-wen \| 4 540 \| 16. října \| [22] \| debut \| \| 8. \| \| Barbora Krejčíková \| 2 814 \| 16. října \| [22] \| 2021 \| \| Purpurová skupina Oranžová skupina \| \| \| \| \| \| \| | SabalenkováŚwiątekováGauffováPaoliniová RybakinováPegulaováČengKrejčíková |                    |       |               |               |                  |
| Pořadí | tenistka                                                                  | tenistka           | body  | kvalifikována | kvalifikována | předešlé účasti  |
| 1. |                                                                           | Aryna Sabalenková  | 9 016 | 5. září       | [ 19 ]        | 2021, 2022, 2023 |
| 2. |                                                                           | Iga Świąteková     | 7 970 | 6. srpna      | [ 20 ]        | 2021, 2022, 2023 |
| 3. |                                                                           | Coco Gauffová      | 5 230 | 14. října     | [ 21 ]        | 2022, 2023       |
| 4. |                                                                           | Jasmine Paoliniová | 5 144 | 14. října     | [ 21 ]        | debut            |
| 5. |                                                                           | Jelena Rybakinová  | 4 971 | 14. října     | [ 21 ]        | 2023             |
| 6. |                                                                           | Jessica Pegulaová  | 4 705 | 14. října     | [ 21 ]        | 2022, 2023       |
| 7. |                                                                           | Čeng Čchin-wen     | 4 540 | 16. října     | [ 22 ]        | debut            |
| 8. |                                                                           | Barbora Krejčíková | 2 814 | 16. října     | [ 22 ]        | 2021             |
| Purpurová skupina Oranžová skupina |                                                                           |                    |       |               |               |                  |

### Předešlý poměr vzájemných zápasů
|    |                    | Sabalenka | Świątek | Gauff | Paolini | Rybakina | Pegula | Čeng | Krejčíková | Celkem | Poměr |
| 1. | Aryna Sabalenková  |           | 4–8     | 4–4   | 2–2     | 6–3      | 6–2    | 4–0  | 6–1        | 32–20  | 54–12 |
| 2. | Iga Świąteková     | 8–4       |         | 11–1  | 3–0     | 2–4      | 6–4    | 6–1  | 2–2        | 38–16  | 58–8  |
| 3. | Coco Gauffová      | 4–4       | 1–11    |       | 2–0     | 1–0      | 1–4    | 1–0  | 0–1        | 10–20  | 50–16 |
| 4. | Jasmine Paoliniová | 2–2       | 0–3     | 0–2   |         | 2–2      | 0–5    | 0–3  | 0–2        | 4–19   | 37–17 |
| 5. | Jelena Rybakinová  | 3–6       | 4–2     | 0–1   | 2–2     |          | 1–3    | 2–0  | 0–3        | 12–17  | 41–9  |
| 6. | Jessica Pegulaová  | 2–6       | 4–6     | 4–1   | 5–0     | 3–1      |        | 1–0  | 1–1        | 20–15  | 39–14 |
| 7. | Čeng Čchin-wen     | 0–4       | 1–6     | 0–1   | 3–0     | 0–2      | 0–1    |      | 1–0        | 5–14   | 47–16 |
| 8. | Barbora Krejčíková | 1–6       | 2–2     | 1–0   | 2–0     | 3–0      | 1–1    | 0–1  |            | 10–10  | 19–14 |

### Výsledky a body
Tabulka uvádí výsledky a odpovídající bodový zisk kvalifikovaných hráček a náhradnic na žebříčku WTA Race.
| Nas.                           | Tenistka                       | Grand Slam | Grand Slam | Grand Slam | Grand Slam | WTA 1000 | WTA 1000 | WTA 1000 | WTA 1000 | WTA 1000 | WTA 1000 | WTA 1000 | Nejlépe na dalších turnajích | Nejlépe na dalších turnajích | Nejlépe na dalších turnajích | Nejlépe na dalších turnajích | Nejlépe na dalších turnajích | Nejlépe na dalších turnajích | Nejlépe na dalších turnajích | Body | Turnaje | Turnaje | Tituly |
| Nas.                           | Tenistka                       | Grand Slam | Grand Slam | Grand Slam | Grand Slam | Šest kombinovaně | Šest kombinovaně | Šest kombinovaně | Šest kombinovaně | Šest kombinovaně | Šest kombinovaně | Další | Nejlépe na dalších turnajích | Nejlépe na dalších turnajích | Nejlépe na dalších turnajích | Nejlépe na dalších turnajích | Nejlépe na dalších turnajích | Nejlépe na dalších turnajích | Nejlépe na dalších turnajích | Body | Turnaje | Turnaje | Tituly |
| Nas.                           | Tenistka                       | AUS | FRA | WIM | USO | 1. | 2. | 3. | 4. | 5. | 6. | Další | 1. | 2. | 3. | 4. | 5. | 6. | 7. | Body | odehrané | absence | Tituly |
| ------------------------------ | ------------------------------ | --- | --- | --- | --- | --- | --- | --- | --- | --- | --- | --- | --- | --- | --- | --- | --- | --- | --- | --- | --- | --- | --- |
| 1.                             | Aryna Sabalenková              | Titul 2000 | ČF 430 | A 0 | Titul 2000 | Titul 1000 | F 650 | F 650 | ČF 215 | ČF 215 | 16k 120 | A 0 | Titul 1000 | F 325 | SF 195 | ČF 108 | ČF 108 | A 0 | A 0 | 9 016 | 16 | 4 | 4 |
| 2.                             | Iga Świąteková                 | 32k 130 | Titul 2000 | 32k 130 | ČF 430 | Titul 1000 | Titul 1000 | Titul 1000 | SF 390 | A 0 | A 0 | A 0 | Titul 1000 | F 500 | SF 390 | A 0 | A 0 | A 0 | A 0 | 7 970 | 13 | 7 | 5 |
| 3.                             | Coco Gauffová                  | SF 780 | SF 780 | 16k 240 | 16k 240 | Titul 1000 | SF 390 | SF 390 | 16k 120 | 16k 120 | 16k 120 | SF 390 | Titul 250 | ČF 215 | SF 195 | A 0 | A 0 | A 0 | A 0 | 5 230 | 17 | 4 | 2 |
| 4                              | Jasmine Paoliniová             | 16k 240 | F 1300 | F 1300 | 16k 240 | 16k 120 | 16k 120 | 16k 120 | 32k 65 | 32k 65 | A 0 | Titul 1000 | ČF 215 | SF 195 | ČF 108 | ZS 35 | 64k 10 | 64k 10 | 32k 1 | 5 144 | 18 | 1 | 1 |
| 5.                             | Jelena Rybakinová              | 64k 70 | ČF 430 | SF 780 | 64k 70 | F 650 | SF 390 | A 0 | A 0 | A 0 | A 0 | A 0 | F 650 | Titul 500 | Titul 500 | Titul 500 | ČF 215 | ČF 108 | ČF 108 | 4 971 | 14 | 5 | 3 |
| 6.                             | Jessica Pegulaová              | 64k 70 | A 0 | 64k 70 | F 1300 | Titul 1000 | F 650 | ČF 215 | 16k 120 | A 0 | A 0 | 16k 120 | Titul 500 | SF 195 | SF 195 | SF 195 | RR 35 | 16k 30 | 64k 10 | 4 705 | 16 | 3 | 2 |
| 7.                             | Čeng Čchin-wen                 | F 1300 | 32k 130 | 128k 10 | ČF 430 | SF 390 | ČF 215 | 16k 120 | 32k 65 | 64k 10 | A 0 | F 650 | Titul 500 | Titul 250 | ČF 215 | 16k 120 | ČF 75 | 16k 60 | A 0 | 4 540 | 18 | 2 | 2 |
| 8.                             | Barbora Krejčíková             | ČF 430 | 128k 10 | Titul 2000 | 64k 70 | 64k 10 | 64k 10 | A 0 | A 0 | | | 32k 10 | ČF 108 | ČF 108 | ČF 54 | 32k 1 | 32k 1 | 32k 1 | 32k 1 | 2 814 | 14 | 2 | 1 |
| Náhradnice                     |                                | | | | | | | | | | | | | | | | | | | | | | |
| —                              | Emma Navarrová                 | 32k 130 | 16k 240 | ČF 430 | SF 780 | SF 390 | ČF 215 | 16k 120 | 32k 65 | 64k 10 | 64k 10 | 16k 120 | Titul 250 | SF 195 | SF 195 | SF 195 | SF 98 | 32k 65 | 16k 60 | 3 568 | 22 | 0 | 1 |
| 9.                             | Darja Kasatkinová              | 64k 70 | 64k 70 | 32k 130 | 64k 70 | 16k 120 | 16k 120 | 32k 65 | 32k 65 | 32k 65 | 32k 65 | 16k 120 | Titul 500 | Titul 500 | F 325 | F 325 | F 325 | F 325 | ČF 108 | 3 368 | 24 | 0 | 2 |
| 10.                            | Danielle Collinsová            | 64k 70 | 64k 70 | 16k 240 | 128k 10 | Titul 1000 | SF 390 | 16k 120 | A 0 | A 0 | A 0 | A 0 | Titul 500 | F 325 | ČF 245 | 16k 85 | ČF 54 | 64k 35 | 32k 32 | 3 176 | 17 | 4 | 2 |
| náhradnice odhlášení z turnaje | náhradnice odhlášení z turnaje | \| 0/2000 \| získané body na turnaji \| ZS \| základní skupina \| 64k \| 128 hráček v kole \| SF \| prohra v semifinále \| \| A \| absence na turnaji \| 16k \| 16 hráček v kole \| 128k \| 128 hráček v kole \| F \| prohra ve finále \| \| \| \| 32k \| 32 hráček v kole \| ČF \| prohra ve čtvrtfinále \| Titul \| vítězství v turnaji \| | \| 0/2000 \| získané body na turnaji \| ZS \| základní skupina \| 64k \| 128 hráček v kole \| SF \| prohra v semifinále \| \| A \| absence na turnaji \| 16k \| 16 hráček v kole \| 128k \| 128 hráček v kole \| F \| prohra ve finále \| \| \| \| 32k \| 32 hráček v kole \| ČF \| prohra ve čtvrtfinále \| Titul \| vítězství v turnaji \| | \| 0/2000 \| získané body na turnaji \| ZS \| základní skupina \| 64k \| 128 hráček v kole \| SF \| prohra v semifinále \| \| A \| absence na turnaji \| 16k \| 16 hráček v kole \| 128k \| 128 hráček v kole \| F \| prohra ve finále \| \| \| \| 32k \| 32 hráček v kole \| ČF \| prohra ve čtvrtfinále \| Titul \| vítězství v turnaji \| | \| 0/2000 \| získané body na turnaji \| ZS \| základní skupina \| 64k \| 128 hráček v kole \| SF \| prohra v semifinále \| \| A \| absence na turnaji \| 16k \| 16 hráček v kole \| 128k \| 128 hráček v kole \| F \| prohra ve finále \| \| \| \| 32k \| 32 hráček v kole \| ČF \| prohra ve čtvrtfinále \| Titul \| vítězství v turnaji \| | \| 0/2000 \| získané body na turnaji \| ZS \| základní skupina \| 64k \| 128 hráček v kole \| SF \| prohra v semifinále \| \| A \| absence na turnaji \| 16k \| 16 hráček v kole \| 128k \| 128 hráček v kole \| F \| prohra ve finále \| \| \| \| 32k \| 32 hráček v kole \| ČF \| prohra ve čtvrtfinále \| Titul \| vítězství v turnaji \| | \| 0/2000 \| získané body na turnaji \| ZS \| základní skupina \| 64k \| 128 hráček v kole \| SF \| prohra v semifinále \| \| A \| absence na turnaji \| 16k \| 16 hráček v kole \| 128k \| 128 hráček v kole \| F \| prohra ve finále \| \| \| \| 32k \| 32 hráček v kole \| ČF \| prohra ve čtvrtfinále \| Titul \| vítězství v turnaji \| | \| 0/2000 \| získané body na turnaji \| ZS \| základní skupina \| 64k \| 128 hráček v kole \| SF \| prohra v semifinále \| \| A \| absence na turnaji \| 16k \| 16 hráček v kole \| 128k \| 128 hráček v kole \| F \| prohra ve finále \| \| \| \| 32k \| 32 hráček v kole \| ČF \| prohra ve čtvrtfinále \| Titul \| vítězství v turnaji \| | \| 0/2000 \| získané body na turnaji \| ZS \| základní skupina \| 64k \| 128 hráček v kole \| SF \| prohra v semifinále \| \| A \| absence na turnaji \| 16k \| 16 hráček v kole \| 128k \| 128 hráček v kole \| F \| prohra ve finále \| \| \| \| 32k \| 32 hráček v kole \| ČF \| prohra ve čtvrtfinále \| Titul \| vítězství v turnaji \| | \| 0/2000 \| získané body na turnaji \| ZS \| základní skupina \| 64k \| 128 hráček v kole \| SF \| prohra v semifinále \| \| A \| absence na turnaji \| 16k \| 16 hráček v kole \| 128k \| 128 hráček v kole \| F \| prohra ve finále \| \| \| \| 32k \| 32 hráček v kole \| ČF \| prohra ve čtvrtfinále \| Titul \| vítězství v turnaji \| | \| 0/2000 \| získané body na turnaji \| ZS \| základní skupina \| 64k \| 128 hráček v kole \| SF \| prohra v semifinále \| \| A \| absence na turnaji \| 16k \| 16 hráček v kole \| 128k \| 128 hráček v kole \| F \| prohra ve finále \| \| \| \| 32k \| 32 hráček v kole \| ČF \| prohra ve čtvrtfinále \| Titul \| vítězství v turnaji \| | \| 0/2000 \| získané body na turnaji \| ZS \| základní skupina \| 64k \| 128 hráček v kole \| SF \| prohra v semifinále \| \| A \| absence na turnaji \| 16k \| 16 hráček v kole \| 128k \| 128 hráček v kole \| F \| prohra ve finále \| \| \| \| 32k \| 32 hráček v kole \| ČF \| prohra ve čtvrtfinále \| Titul \| vítězství v turnaji \| | \| 0/2000 \| získané body na turnaji \| ZS \| základní skupina \| 64k \| 128 hráček v kole \| SF \| prohra v semifinále \| \| A \| absence na turnaji \| 16k \| 16 hráček v kole \| 128k \| 128 hráček v kole \| F \| prohra ve finále \| \| \| \| 32k \| 32 hráček v kole \| ČF \| prohra ve čtvrtfinále \| Titul \| vítězství v turnaji \| | \| 0/2000 \| získané body na turnaji \| ZS \| základní skupina \| 64k \| 128 hráček v kole \| SF \| prohra v semifinále \| \| A \| absence na turnaji \| 16k \| 16 hráček v kole \| 128k \| 128 hráček v kole \| F \| prohra ve finále \| \| \| \| 32k \| 32 hráček v kole \| ČF \| prohra ve čtvrtfinále \| Titul \| vítězství v turnaji \| | \| 0/2000 \| získané body na turnaji \| ZS \| základní skupina \| 64k \| 128 hráček v kole \| SF \| prohra v semifinále \| \| A \| absence na turnaji \| 16k \| 16 hráček v kole \| 128k \| 128 hráček v kole \| F \| prohra ve finále \| \| \| \| 32k \| 32 hráček v kole \| ČF \| prohra ve čtvrtfinále \| Titul \| vítězství v turnaji \| | \| 0/2000 \| získané body na turnaji \| ZS \| základní skupina \| 64k \| 128 hráček v kole \| SF \| prohra v semifinále \| \| A \| absence na turnaji \| 16k \| 16 hráček v kole \| 128k \| 128 hráček v kole \| F \| prohra ve finále \| \| \| \| 32k \| 32 hráček v kole \| ČF \| prohra ve čtvrtfinále \| Titul \| vítězství v turnaji \| | \| 0/2000 \| získané body na turnaji \| ZS \| základní skupina \| 64k \| 128 hráček v kole \| SF \| prohra v semifinále \| \| A \| absence na turnaji \| 16k \| 16 hráček v kole \| 128k \| 128 hráček v kole \| F \| prohra ve finále \| \| \| \| 32k \| 32 hráček v kole \| ČF \| prohra ve čtvrtfinále \| Titul \| vítězství v turnaji \| | \| 0/2000 \| získané body na turnaji \| ZS \| základní skupina \| 64k \| 128 hráček v kole \| SF \| prohra v semifinále \| \| A \| absence na turnaji \| 16k \| 16 hráček v kole \| 128k \| 128 hráček v kole \| F \| prohra ve finále \| \| \| \| 32k \| 32 hráček v kole \| ČF \| prohra ve čtvrtfinále \| Titul \| vítězství v turnaji \| | \| 0/2000 \| získané body na turnaji \| ZS \| základní skupina \| 64k \| 128 hráček v kole \| SF \| prohra v semifinále \| \| A \| absence na turnaji \| 16k \| 16 hráček v kole \| 128k \| 128 hráček v kole \| F \| prohra ve finále \| \| \| \| 32k \| 32 hráček v kole \| ČF \| prohra ve čtvrtfinále \| Titul \| vítězství v turnaji \| | \| 0/2000 \| získané body na turnaji \| ZS \| základní skupina \| 64k \| 128 hráček v kole \| SF \| prohra v semifinále \| \| A \| absence na turnaji \| 16k \| 16 hráček v kole \| 128k \| 128 hráček v kole \| F \| prohra ve finále \| \| \| \| 32k \| 32 hráček v kole \| ČF \| prohra ve čtvrtfinále \| Titul \| vítězství v turnaji \| | \| 0/2000 \| získané body na turnaji \| ZS \| základní skupina \| 64k \| 128 hráček v kole \| SF \| prohra v semifinále \| \| A \| absence na turnaji \| 16k \| 16 hráček v kole \| 128k \| 128 hráček v kole \| F \| prohra ve finále \| \| \| \| 32k \| 32 hráček v kole \| ČF \| prohra ve čtvrtfinále \| Titul \| vítězství v turnaji \| | \| 0/2000 \| získané body na turnaji \| ZS \| základní skupina \| 64k \| 128 hráček v kole \| SF \| prohra v semifinále \| \| A \| absence na turnaji \| 16k \| 16 hráček v kole \| 128k \| 128 hráček v kole \| F \| prohra ve finále \| \| \| \| 32k \| 32 hráček v kole \| ČF \| prohra ve čtvrtfinále \| Titul \| vítězství v turnaji \| | \| 0/2000 \| získané body na turnaji \| ZS \| základní skupina \| 64k \| 128 hráček v kole \| SF \| prohra v semifinále \| \| A \| absence na turnaji \| 16k \| 16 hráček v kole \| 128k \| 128 hráček v kole \| F \| prohra ve finále \| \| \| \| 32k \| 32 hráček v kole \| ČF \| prohra ve čtvrtfinále \| Titul \| vítězství v turnaji \| |
| 0/2000                         | získané body na turnaji        | ZS | základní skupina | 64k | 128 hráček v kole | SF | prohra v semifinále | | | | | | | | | | | | | | | | |
| A                              | absence na turnaji             | 16k | 16 hráček v kole | 128k | 128 hráček v kole | F | prohra ve finále | | | | | | | | | | | | | | | | |
|                                |                                | 32k | 32 hráček v kole | ČF | prohra ve čtvrtfinále | Titul | vítězství v turnaji | | | | | | | | | | | | | | | | |

Vysvětlivky
1. ↑  Body na žebříčku WTA Race z 28. října 2024.
2. ↑  Zápočtem 0 bodů byla do výsledného hodnocení uplatněna penalizace z každého turnaje WTA 1000, jehož hlavní soutěže se tenistka měla či mohla zúčastnit, ale absentovala bez řádné omluvy. Penalizace v podobě odečtu bodů byla uplatněna při nesplnění stanoveného počtu účastí na turnajích WTA 500 bez řádné omluvy.
3. ↑  Aryně Sabalenkové bylo ve vydání žebříčku z 21. října 2024 odečteno 10 bodů (nejhorší sezónní zisk z Dubaje) za neodehrání alespoň šesti turnajů WTA 500, když se zúčastnila jen čtyř z nich.'"`UNIQ--ref-0000005D-QINU`"'
4. ↑  Ize Świątekové bylo ve vydání žebříčku z 21. října 2024 odečteno 120 bodů (nejhorší sezónní zisk z Miami) za neodehrání alespoň šesti turnajů WTA 500, když se zúčastnila jen dvou z nich.'"`UNIQ--ref-0000005F-QINU`"'
5. ↑  Barbora Krejčíková si osmé účastnické místo zajistila jako dvanáctá hráčka žebříčku WTA Race, podle kritéria nejvýše postavené grandslamové vítězky figurující mezi 8.–20. místem daného žebříčku, který byl uzavřen 28. října 2024. Účastnické místo oficiálně získala 16. října téhož roku.'"`UNIQ--ref-00000061-QINU`"'

## Čtyřhra

### Kvalifikované páry
| \| Pořadí \| pár \| pár \| body \| kvalifikován \| kvalifikován \| \| --------------------------- \| --- \| ------------------------------------------ \| ----- \| ------------ \| ------------ \| \| 1. \| \| Ljudmyla Kičenoková Jeļena Ostapenková \| 5 948 \| 12. září \| [23] \| \| 2. \| \| Gabriela Dabrowská Erin Routliffeová \| 5 425 \| 7. října \| [24] \| \| 3. \| \| Sie Šu-wej Elise Mertensová \| 5 130 \| 16. září \| [25] \| \| 4. \| \| Sara Erraniová Jasmine Paoliniová \| 5 045 \| 7. října \| [24] \| \| 5. \| \| Caroline Dolehideová Desirae Krawczyková \| 4 363 \| 14. října \| [21] \| \| 6. \| \| Nicole Melichar-Martinezová Ellen Perezová \| 4 020 \| 17. října \| [26] \| \| 7. \| \| Čan Chao-čching Veronika Kuděrmetovová \| 3 818 \| 17. října \| [26] \| \| 8. \| \| Kateřina Siniaková Taylor Townsendová \| 3 221 \| 7. října \| [24] \| \| Zelená skupina Bílá skupina \| \| \| \| \| \| | KičenokováOstapenkováSie Mertensová DabrowskáRoutliffeováErraniováPaoliniová SiniakováTownsendováDolehideováKrawczyková ČanKuděrmetovováMelichar-MartinezováPerezová |                                            |       |              |              |
| Pořadí | pár | pár                                        | body  | kvalifikován | kvalifikován |
| 1. | | Ljudmyla Kičenoková Jeļena Ostapenková     | 5 948 | 12. září     | [ 23 ]       |
| 2. | | Gabriela Dabrowská Erin Routliffeová       | 5 425 | 7. října     | [ 24 ]       |
| 3. | | Sie Šu-wej Elise Mertensová                | 5 130 | 16. září     | [ 25 ]       |
| 4. | | Sara Erraniová Jasmine Paoliniová          | 5 045 | 7. října     | [ 24 ]       |
| 5. | | Caroline Dolehideová Desirae Krawczyková   | 4 363 | 14. října    | [ 21 ]       |
| 6. | | Nicole Melichar-Martinezová Ellen Perezová | 4 020 | 17. října    | [ 26 ]       |
| 7. | | Čan Chao-čching Veronika Kuděrmetovová     | 3 818 | 17. října    | [ 26 ]       |
| 8. | | Kateřina Siniaková Taylor Townsendová      | 3 221 | 7. října     | [ 24 ]       |
| Zelená skupina Bílá skupina | |                                            |       |              |              |

### Předešlý poměr vzájemných zápasů
|    |                                          | Kičenok Ostapenko | Dabrowská Routliffe | Sie Mertens | Errani Paolini | Dolehide Krawczyk | Melichar Perez | Čan Kuděrmetova | Townsend Siniaková | Celkem | Poměry |
| 1. | Ljudmyla Kičenoková Jeļena Ostapenková   |                   | 2–1                 | 0–2         | 0–1            | 0–0               | 2–2            | 1–0             | 0–1                | 5–7    | 35-11  |
| 2. | Gabriela Dabrowská Erin Routliffeová     | 1–2               |                     | 0–0         | 0–0            | 1–1               | 0–1            | 0–1             | 0–1                | 2–6    | 34-14  |
| 3. | Sie Šu-wej Elise Mertensová              | 2–0               | 0–0                 |             | 1–0            | 0–0               | 1–0            | 0–0             | 0–1                | 4–1    | 27-10  |
| 4. | Sara Erraniová Jasmine Paoliniová        | 1–0               | 0–0                 | 0–1         |                | 1–0               | 2–0            | 1–0             | 0–0                | 5–1    | 33-11  |
| 5. | Caroline Dolehideová Desirae Krawczyková | 0–0               | 1–1                 | 0–0         | 0–1            |                   | 1–0            | 1–0             | 0–0                | 3–2    | 25-15  |
| 6. | Nicole Melicharová Ellen Perezová        | 2–2               | 1–0                 | 0–1         | 0–2            | 0–1               |                | 1–1             | 0–0                | 4–7    | 35-20  |
| 7. | Čan Chao-čching Veronika Kuděrmetovová   | 0–1               | 1–0                 | 0–0         | 0–1            | 0–1               | 1–1            |                 | 0–0                | 2–4    | 28-9   |
| 8. | Taylor Townsendová Kateřina Siniaková    | 1–0               | 1–0                 | 1–0         | 0–0            | 0–0               | 0–0            | 0–0             |                    | 3–0    | 12-5   |

### Výsledky a body
Tabulka uvádí výsledky a odpovídající bodový zisk kvalifikovaných párů a náhradnic na žebříčku WTA Race.
| 1.         | Ljudmyla Kičenoková Jeļena Ostapenková     | Titul 2000 | F 1300 | Titul 500 | Titul 500 | ČF 430 | ČF 215 | ČF 215 | ČF 215 | ČF 215 | 32k 130 | 16k 120 | SF 108 | 5 948 | 15 | 3 | | |
| 2.         | Gabriela Dabrowská Erin Routliffeová       | F 1300 | SF 780 | F 650 | F 650 | ČF 430 | SF 390 | F 325 | Titul 250 | ČF 215 | SF 195 | 16k 120 | 16k 120 | 5 425 | 16 | 1 | | |
| 3.         | Sie Šu-wej Elise Mertensová                | Titul 2000 | Titul 1000 | SF 780 | SF 390 | Titul 250 | ČF 215 | ČF 215 | 32k 130 | ČF 120 | 64k 10 | 16k 10 | 16k 10 | 5 130 | 13 | 3 | | |
| 4.         | Sara Erraniová Jasmine Paoliniová          | F 1300 | Titul 1000 | Titul 1000 | Titul 500 | SF 390 | 16k 240 | 16k 240 | ČF 215 | 32k 130 | 32k 10 | 32k 10 | 16k 10 | 5 045 | 14 | 3 | | |
| 5.         | Caroline Dolehideová Desirae Krawczyková   | Titul 1000 | SF 780 | SF 780 | F 650 | SF 390 | ČF 215 | 32k 130 | 16k 120 | 16k 120 | ČF 108 | 16k 60 | 32k 10 | 4 363 | 17 | 1 | | |
| 6.         | Nicole Melichar-Martinezová Ellen Perezová | F 650 | Titul 500 | Titul 500 | ČF 430 | SF 390 | F 325 | F 325 | 16k 240 | ČF 215 | SF 195 | 32k 130 | 16k 120 | 4 020 | 22 | 2 | | |
| 7.         | Čan Chao-čching Veronika Kuděrmetovová     | SF 780 | F 650 | Titul 500 | F 325 | F 325 | 16k 240 | 16k 240 | ČF 215 | SF 195 | 16k 120 | 16k 120 | ČF 108 | 3 818 | 12 | 1 | | |
| 8          | Kateřina Siniaková Taylor Townsendová      | Titul 2000 | SF 780 | ČF 215 | ČF 215 | 32k 10 | 16k 1 | | | | | | | 3 221 | 6 | 1 | | |
| Náhradnice |                                            | | | | | | | | | | | | | | | | | |
| 9.         | Sofia Keninová Bethanie Mattek-Sandsová    | Titul 1000 | Titul 500 | SF 390 | SF 390 | 16k 240 | 16k 240 | SF 195 | 32k 130 | 16k 120 | 16k 120 | 32k 10 | 32k 10 | 3 345 | 14 | 2 | | |
| 10.        | Demi Schuursová Luisa Stefaniová           | Titul 1000 | ČF 430 | ČF 430 | ČF 215 | ČF 215 | SF 195 | SF 195 | 16k 120 | 64k 10 | 32k 10 | 32k 10 | 32k 10 | 2 840 | 16 | 1 | | |
| náhradnice | náhradnice                                 | \| 0/2000 \| získané body na turnaji \| SF \| prohra v semifinále \| 64k \| 64 párů v kole \| 16k \| 16 párů v kole \| \| ČF \| prohra ve čtvrtfinále \| F \| prohra ve finále \| 32k \| 32 párů v kole \| Titul \| vítězství v turnaji \| | \| 0/2000 \| získané body na turnaji \| SF \| prohra v semifinále \| 64k \| 64 párů v kole \| 16k \| 16 párů v kole \| \| ČF \| prohra ve čtvrtfinále \| F \| prohra ve finále \| 32k \| 32 párů v kole \| Titul \| vítězství v turnaji \| | \| 0/2000 \| získané body na turnaji \| SF \| prohra v semifinále \| 64k \| 64 párů v kole \| 16k \| 16 párů v kole \| \| ČF \| prohra ve čtvrtfinále \| F \| prohra ve finále \| 32k \| 32 párů v kole \| Titul \| vítězství v turnaji \| | \| 0/2000 \| získané body na turnaji \| SF \| prohra v semifinále \| 64k \| 64 párů v kole \| 16k \| 16 párů v kole \| \| ČF \| prohra ve čtvrtfinále \| F \| prohra ve finále \| 32k \| 32 párů v kole \| Titul \| vítězství v turnaji \| | \| 0/2000 \| získané body na turnaji \| SF \| prohra v semifinále \| 64k \| 64 párů v kole \| 16k \| 16 párů v kole \| \| ČF \| prohra ve čtvrtfinále \| F \| prohra ve finále \| 32k \| 32 párů v kole \| Titul \| vítězství v turnaji \| | \| 0/2000 \| získané body na turnaji \| SF \| prohra v semifinále \| 64k \| 64 párů v kole \| 16k \| 16 párů v kole \| \| ČF \| prohra ve čtvrtfinále \| F \| prohra ve finále \| 32k \| 32 párů v kole \| Titul \| vítězství v turnaji \| | \| 0/2000 \| získané body na turnaji \| SF \| prohra v semifinále \| 64k \| 64 párů v kole \| 16k \| 16 párů v kole \| \| ČF \| prohra ve čtvrtfinále \| F \| prohra ve finále \| 32k \| 32 párů v kole \| Titul \| vítězství v turnaji \| | \| 0/2000 \| získané body na turnaji \| SF \| prohra v semifinále \| 64k \| 64 párů v kole \| 16k \| 16 párů v kole \| \| ČF \| prohra ve čtvrtfinále \| F \| prohra ve finále \| 32k \| 32 párů v kole \| Titul \| vítězství v turnaji \| | \| 0/2000 \| získané body na turnaji \| SF \| prohra v semifinále \| 64k \| 64 párů v kole \| 16k \| 16 párů v kole \| \| ČF \| prohra ve čtvrtfinále \| F \| prohra ve finále \| 32k \| 32 párů v kole \| Titul \| vítězství v turnaji \| | \| 0/2000 \| získané body na turnaji \| SF \| prohra v semifinále \| 64k \| 64 párů v kole \| 16k \| 16 párů v kole \| \| ČF \| prohra ve čtvrtfinále \| F \| prohra ve finále \| 32k \| 32 párů v kole \| Titul \| vítězství v turnaji \| | \| 0/2000 \| získané body na turnaji \| SF \| prohra v semifinále \| 64k \| 64 párů v kole \| 16k \| 16 párů v kole \| \| ČF \| prohra ve čtvrtfinále \| F \| prohra ve finále \| 32k \| 32 párů v kole \| Titul \| vítězství v turnaji \| | \| 0/2000 \| získané body na turnaji \| SF \| prohra v semifinále \| 64k \| 64 párů v kole \| 16k \| 16 párů v kole \| \| ČF \| prohra ve čtvrtfinále \| F \| prohra ve finále \| 32k \| 32 párů v kole \| Titul \| vítězství v turnaji \| | \| 0/2000 \| získané body na turnaji \| SF \| prohra v semifinále \| 64k \| 64 párů v kole \| 16k \| 16 párů v kole \| \| ČF \| prohra ve čtvrtfinále \| F \| prohra ve finále \| 32k \| 32 párů v kole \| Titul \| vítězství v turnaji \| | \| 0/2000 \| získané body na turnaji \| SF \| prohra v semifinále \| 64k \| 64 párů v kole \| 16k \| 16 párů v kole \| \| ČF \| prohra ve čtvrtfinále \| F \| prohra ve finále \| 32k \| 32 párů v kole \| Titul \| vítězství v turnaji \| | \| 0/2000 \| získané body na turnaji \| SF \| prohra v semifinále \| 64k \| 64 párů v kole \| 16k \| 16 párů v kole \| \| ČF \| prohra ve čtvrtfinále \| F \| prohra ve finále \| 32k \| 32 párů v kole \| Titul \| vítězství v turnaji \| | \| 0/2000 \| získané body na turnaji \| SF \| prohra v semifinále \| 64k \| 64 párů v kole \| 16k \| 16 párů v kole \| \| ČF \| prohra ve čtvrtfinále \| F \| prohra ve finále \| 32k \| 32 párů v kole \| Titul \| vítězství v turnaji \| | \| 0/2000 \| získané body na turnaji \| SF \| prohra v semifinále \| 64k \| 64 párů v kole \| 16k \| 16 párů v kole \| \| ČF \| prohra ve čtvrtfinále \| F \| prohra ve finále \| 32k \| 32 párů v kole \| Titul \| vítězství v turnaji \| |
| 0/2000     | získané body na turnaji                    | SF | prohra v semifinále | 64k | 64 párů v kole | 16k | 16 párů v kole | | | | | | | | | | | |
| ČF         | prohra ve čtvrtfinále                      | F | prohra ve finále | 32k | 32 párů v kole | Titul | vítězství v turnaji | | | | | | | | | | | |

Vysvětlivky
1. ↑  Body na žebříčku párů WTA Race z 28. října 2024.
2. ↑  Kateřina Siniaková s Taylor Townsendovou si osmé účastnické místo zajistily jako devátý pár žebříčku WTA Race, podle kritéria nejvýše postavených grandslamových vítězek figurujících mezi 8.–20. místem daného žebříčku, který byl uzavřen  28. října 2024. Účastnické místo oficiálně získaly 7. října téhož roku.'"`UNIQ--ref-0000007A-QINU`"'

## Přehled finále

### Dvouhra
- Coco Gauffová vs.  Čeng Čchin-wen, 3–6, 6–4, 7–6(7–2)

### Čtyřhra
- Gabriela Dabrowská /  Erin Routliffeová vs.  Kateřina Siniaková /  Taylor Townsendová, 7–5, 6–3